# Grammis 2020
Der schwedische Musikpreis Grammis 2020 wurde am 6. Februar 2020 im Annexet in Stockholm verliehen. Es handelte sich um die 37. Verleihung des  wichtigsten schwedischen Musikpreises. Insgesamt wurde der Preis in 21 Kategorien verliehen. Die Preisverleihung wurde über TV4 Play ausgestrahlt. Die Moderation übernahmen Amie Bramme Sey und Rennie Mirro. Live traten Amason, Benjamin Ingrosso, Bo Kaspers Orkester, Daniella Rathana, Imenella, Moonica Mac und Smith & Thell auf.
Am häufigsten nominiert wurde die Sängerin Molly Sandén. Von ihren fünf Nominierungen erhielt sie mit drei Auszeichnungen auch die meisten Gramms des Abends.

## Gewinner und Nominierte
Die Gewinner sind fett markiert und vorangestellt.
| Album des Jahres | Alternative-Pop-Album des Jahres |
| --- | --- |
| - Molly Sandén – Det bästa kanske inte hänt än - Henok Achido – Bror Utan Sol - Sarah Klang – Creamy Blue - Snoh Aalegra – Ugh, Those Feels Again - Tove Lo – Sunshine Kitty | - Amason – Galaxy I - Jenny Wilson – Trauma - Joel Alme – Bort bort bort - Sarah Klang – Creamy Blue - Weeping Willows – After Us |
| Künstler des Jahres | Tanzmusik des Jahres |
| - Molly Sandén - Einár - Mabel - Snoh Aalegra - Veronica Maggio | - Arvingarna – I Do - Donnez – Med stora steg - Lasse Stefanz – Night Flight - Magnus Carlsson – Från Barbados till Gamla Stan - Perikles – Den coolaste bruden i byn |
| Elektro/Tanzmusik des Jahres | Folk-/Volksmusik-Album des Jahres |
| - Avicii – Tim - Bella Boo – Once Upon a Passion - Bottenvikens Silverkyrka – Tre-noll-treenigheten - Kornél Kovács – Stockholm Marathon - Mr. Tophat – Dusk to Dawn Part I, II & III | - Willemark/Knutsson/Öberg – Svenska Låtar - Drömkväde – Drömkväde - Sara Parkman – Vesper - Sofia Karlssonn, Mattias Pérez & Daniel Ek – Guitar Stories vol. III - Väsen – Rule of 3 |
| Hip-Hop-Album des Jahres | Hardrock-/Metal-Album |
| - Einár – Första Klass - Dree Low – Flawless - Ozzy – Sexan - Parham – Vårt paradis - Z.E – Mer än Rap | - Candlemass – The Door to Doom - Entombed A.D. – Bowels of Earth - Hammerfall – Dominion - Opeth – In Cauda Venenum - The Flower Kings – Waiting for Miracles |
| Jazzalbum des Jahres | Klassikalbum des Jahres |
| - Martin Hederos – Era spår - Isabella Lundgren – Out of The Bell Jar – A Tribute to Bob Dylan - Oddjob – Kong - Per Texas Johansson – Stråk på himlen och stora hus - Tonbruket – Masters of Fog | - Dan Laurin & Höör Barock – Golovinmusiken / The Golovin Music - Broman/Crawford-Phillips/Musica Vitae – Fanny & Felix Mendelssohn: Double Concerto & String - Malin Byström / Helsingborger Symphonieorchester / Stefan Solyom – Orchestral Songs - Peter Mattei & Lars David Nilsson – Schubert: Winterreise, Op.89, D.911 - Stenhammar Quartet – Debussy – Teilleferre – Ravel |
| Komponist des Jahres | Lied des Jahres |
| - Smith & Thell - Amanda Bergman, Gustav Ejstes, Nils Törnqvist, Pontus Winnberg, Petter Winnberg - Ilya Salmanzadeh - Linnea Södahl - Tim Bergling, Salem Al Fakir, Vincent Pontare, Albin Nedler, Kristoffer Fogelmark, Isak Alvérus, Carl Falk, Joakim Berg, Lucas Von Bahder, Marcus Thunberg Wessel, Martin Svensson | - Avicii – SOS (feat. Aloe Blacc) - Einár – Katten i trakten - Mares – Sunnanvind - Molly Sandén – Rosa himmel - Veronica Maggio – Tillfälligheter |
| Musikvideo des Jahres | Newcomer des Jahres |
| - Vedran Rupic – Salvatore Ganacci – Horse - Joanna Nordahl – Four Tet – Teenage Birdsong - Olle Knutson – Jelassi – Keff båt - Filip Nilsson – Justice – Heavy Metal | - Einár – Första Klass / Nummer 1 - Guleed – 50 Grader i februari - Jacob Mühlrad – Time - Jelassi – Port 43 - Victor Leksell – Klär av dig, Allt för mig |
| Popalbum des Jahres | Musikproduzent des Jahres |
| - Molly Sandén – Det bästa kanske inte hänt än - Benjamin Ingrosso – Identification (Deluxe) - Mabel – High Expectations - Mapei – Sensory Overload - Tove Lo – Sunshine Kitty | - Ilya Salmanzadeh - Jenny Wilson & Johannes Berglund - NISJ - Rami "Straynane" Hassen - Tim Bergling, Salem Al Fakir, Vincent Pontare, Albin Nedler, Kristoffer Fogelmark, Carl Falk, Lucas Von Bahder, Marcus Thunberg Wessel |
| Rockalbum des Jahres | Songwriter des Jahres |
| - Hurula – Klass - Mando Diao – Bang - Millencolin – SOS - ShitKid – [Detention] - Takida – Sju | - Erik Lundin – Zebrapojken - Henok Meharena – Bror Utan Sol - Håkan Hellström – Illusioner - Molly Sandén – Det bästa kanske inte hänt än - Parham Pazooki – Vårt paradis |
| Singer-Songwriter-Album | |
| - Håkan Hellström – Illusioner - Anna Ternheim – A Space for Lost Time - Annika Norlin & Jens Lekman – Correspondence - Melissa Horn – Konstgjord andning - Sophie Zelmani – Sunrise | |
| Ehrenpreis | Sonderpreis |
| - Roxette | - Lasse Högling |